# Onze-Lieve-Vrouwekerk (Helmond)
De Onze-Lieve-Vrouwekerk, voluit Onze Lieve Vrouwe Tenhemelopneming, te Helmond is een koepelkerk in neobyzantijnse stijl. Architect van de kerk was Jos Margry uit Rotterdam, die mogelijk plannen uitwerkte waaraan zijn vader Albert Margry, die in 1911 overleed, was begonnen. De kerk staat aan de Wilhelminalaan.

## Geschiedenis
De bouw van de rooms-katholieke kerk begon op 1 april 1914. Opdrachtgever was het kerkbestuur, met onder meer Piet de Wit, een rijke textielbaron uit Helmond. Nadat besloten was dat aan de westzijde van de stad een nieuwe parochie zou worden gesticht, konden de bouwplannen in gang gezet worden. Een subsidie van f. 50.000,- uit de nalatenschap van de Rotterdamse effectenhandelaar J.P. Grewen die via de Bossche bisschop werd verstrekt hielp. Op 29 november 1912 werd voor een bedrag van ƒ 36.200,- een terrein tussen de Wilhelminalaan en de Kromme Steenweg gekocht - eigendom van Jhr. Wesselman van Helmond - bestemd voor de bouw van een kerk met pastorie. De kerk lag weinig centraal ten opzichte van de eronder vallende arbeiderswijk Het Haagje. 
De kerk werd in twee fasen gebouwd. De eerste fase omvatte het koor, dwarsschip tot en met de vieringkoepel. Door wekelijkse bijdragen van de parochianen was na enige jaren voldoende geld voor de tweede fase. Deze betekende een verlenging van het schip met 20 meter, vanaf de koepel tot het westfront en omvatte een toren van 53 meter. In de uitbreiding kwamen ook de entree, het koor, twee devotiekapelletjes en de doopkapel. Bovendien verbond een overdekte gang de pastorie met de kerk. De eerste fase werd gebouwd door aannemer A. van Eupen uit Gemert voor een bedrag van f. 85.000,-  De tweede fase werd gebouwd in 1925 door aannemer Graard de Vries uit Helmond. Totale bouwkosten f. 181.000,-. Het gebouw werd in 1926 voltooid, de plechtige inwijding volgde in 1928. In de kerk bevinden zich schilderingen van de hand van de Limburgse schilder en glazenier Charles Eyck, die tussen 1940 en 1949 zijn aangebracht. De toren heeft een paraboolvormige spits.

## Herbestemming
In 2012 verliet de parochie de kerk wegens de grote onderhoudskosten. Na eind 2011 het Helmondse Theater 't Speelhuis afbrandde, ging men op zoek naar een nieuwe plek. De kerk bleek hiervoor geschikt. Eerst diende het gebouw als tijdelijk theater, maar in 2014 stemde de gemeenteraad unaniem voor de definitieve vestiging van het nieuwe Theater Het Speelhuis in de Onze Lieve Vrouwe Kerk.